# Petr Ševčík
Petr Ševčík (* 4. Mai 1994 in Jeseník) ist ein tschechischer Fußballspieler.

## Karriere

### Verein
Nachdem Ševčík in der Jugend von 2000 bis 2004 beim FC Tatran Supíkovice gespielt hatte, folgten ein paar weitere Jahre beim FK Jeseník. Ab 2006 spielte er für SK Sigma Olmütz. Dort durchlief er alle weiteren Jugendmannschaften und rückte Anfang 2014 in den Kader der ersten Mannschaft auf. Sein Debüt hatte er am 11. Mai 2014, als er bei einer 0:5-Niederlage gegen Sparta Prag in der 57. Minute für Martin Pospisil eingewechselt wurde. Dies war der einzige Einsatz in dieser Saison, nach der seine Mannschaft abstieg. Zur Hinrunde 2014/15 wurde Ševčík an den Zweitligisten SFC Opava verliehen. Zurück in Olmütz kam er nur ein Mal in der laufenden Saison zum Zug. In der Spielzeit 2015/16 war er zunächst für die B-Mannschaft aktiv und kam später noch zu einigen Einsätzen für die Erste Mannschaft.
Zur Saison 2016/17 wechselte Ševčík zu Slovan Liberec, wo er in den nächsten Jahren auch wieder eine tragende Rolle einnahm. Anfang 2019 wechselte er zu Slavia Prag. Mit der Mannschaft gewann er bislang drei Mal die Meisterschaft und drei Mal den Pokal.

### Nationalmannschaft
Nach Einsätzen mit der tschechischen U16, der U17 und der U18 kam Ševčík ab August 2012 auch bei der U19 zum Einsatz, dort nahm er unter anderem an mehreren Qualifikationsspielen für die Europameisterschaften teil, konnte sich mit seiner Mannschaft aber jeweils nicht qualifizieren. Nach ein paar weiteren Partien mit der U20 kam er ab Mai 2014 auch für die U21 zum Einsatz. Hier verpasste er zwar eine Teilnahme an der Europameisterschaft 2015, war dafür aber bei der Ausgabe im Jahr 2017 dabei, bei der er im ersten Gruppenspiel startete, danach aber nicht mehr zum Zug kam.
Sein Debüt für die A-Nationalmannschaft hatte er am 14. November 2019 bei einem 2:1-Sieg über die Mannschaft des Kosovo während der Qualifikation für die Europameisterschaft 2020. Hier wurde er in der 76. Minute für Lukáš Masopust eingewechselt. Nach einem weiteren Qualifikationsspiel, ein paar Partien der Nations League und Freundschaftsspielen gehört er dann auch zum Kader bei der bedingt durch die COVID-19-Pandemie um ein Jahr verschobenen Endrunde der EM. Dort kam er in allen Partien seiner Mannschaft zum Einsatz und schaffte es mit ihr bis ins Viertelfinale, in dem man mit 1:2 gegen Dänemark ausschied.
Erst im September 2022 folgten wieder zwei Einsätze; während der Nations League 2022/23 und im März 2023 kam ein weiteres Spiel in der Qualifikation für die Europameisterschaft 2024 hinzu. Da sich der eigentlich nominierte Michal Sadílek noch vor dem Beginn der Endrunde bei einem Unfall verletzt hatte, wurde er an seiner Stelle nachnominiert.